# Liste der Biografien/Wuk
Liste der Biografien |
Portal Biografien |
Personensuche
# |
A |
B |
C |
D |
E |
F |
G |
H |
I |
J |
K |
L |
M |
N |
O |
P |
Q |
R |
S |
T |
U |
V |
W |
X |
Y |
Z |
?
 
Wa |
Wc |
Wd |
We |
Wh |
Wi |
Wj |
Wl |
Wn |
Wo |
Wr |
Ws |
Wt |
Wu |
Ww |
Wy |
Wz
 
Wua |
Wub |
Wuc |
Wud |
Wue |
Wuf |
Wug |
Wuh |
Wui |
Wuj |
Wuk |
Wul |
Wum |
Wun |
Wuo |
Wup |
Wur |
Wus |
Wut |
Wuw |
Wuy |
Wuz
Die Liste der Biografien führt alle Personen auf, die in der deutschsprachigen Wikipedia einen Artikel haben. Dieses ist eine Teilliste mit 8 Einträgen von Personen, deren Namen mit den Buchstaben „Wuk“ beginnt.

## Wuk

### Wuka
- Wukalowitsch, Michail Petrowitsch (1898–1969), russischer bzw. sowjetischer Physiker und Hochschullehrer

### Wuke
- Wuketits, Franz M. (1955–2018), österreichischer Biologe, Wissenschaftstheoretiker und BuchautorFranz M. Wuketits (1955–2018)

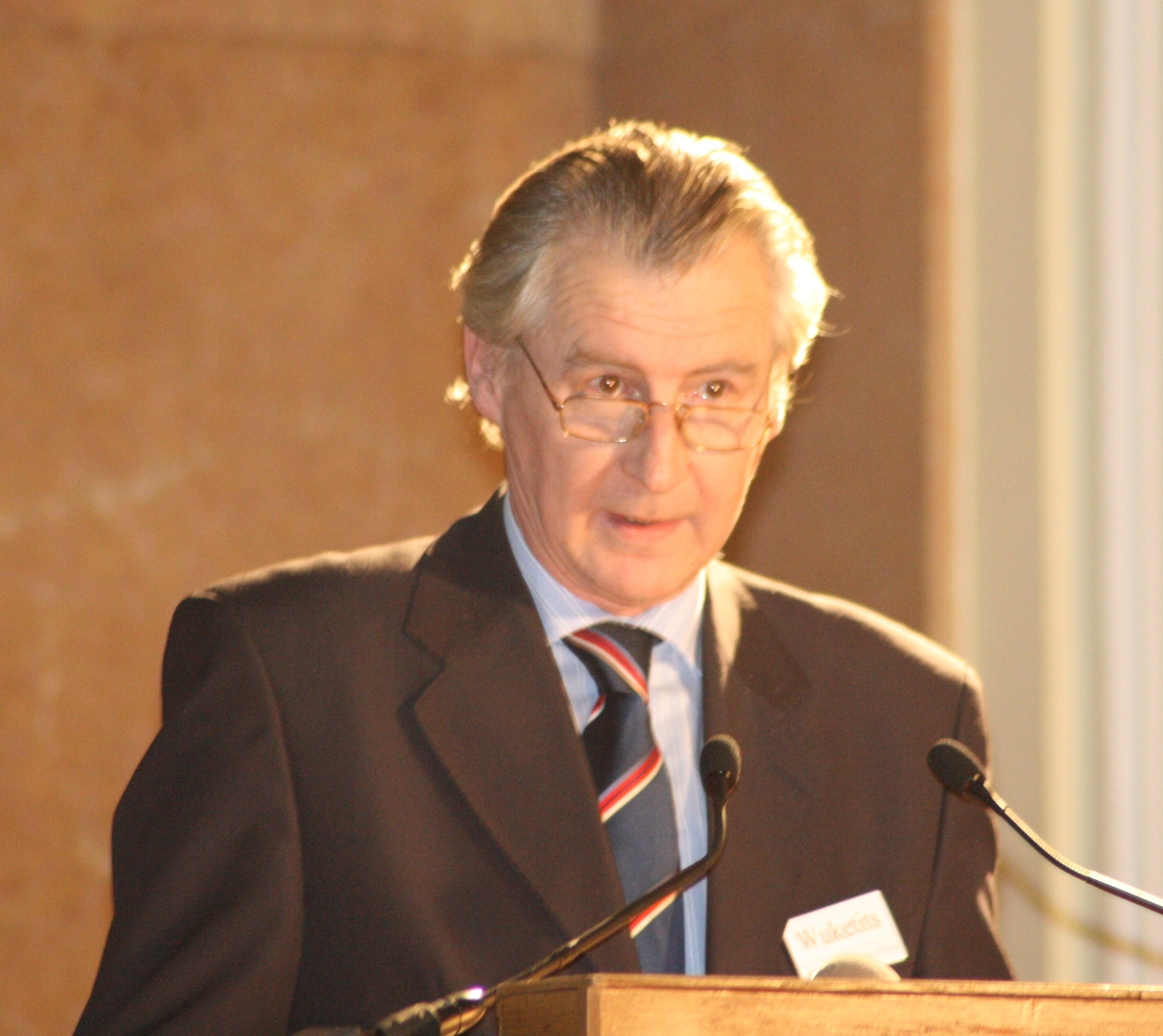
Franz M. Wuketits (1955–2018)

### Wuki
- Wukie, Jacob (* 1986), US-amerikanischer Bogenschütze

### Wuko
- Wukolow, Leonid Sergejewitsch (* 1938), sowjetischer Radrennfahrer
- Wukounig, Reimo (* 1943), österreichischer Maler
- Wukovits, Ali (* 1996), österreichischer Eishockeyspieler

### Wuku
- Wuku, Robert (1853–1911), österreichischer Geistlicher, Theologe und Autor
- Wuku, Xin Sarith (* 1981), kambodschanisch-US-amerikanischer Schauspieler, Stuntman und Stunt Coordinator